# Historia de Nueva York (1855-1897)
La historia de Nueva York entre 1855 y 1897 comenzó con la toma de posesión en 1855 de Fernando Wood como primer alcalde de Tammany Hall, una institución que dominó la ciudad durante este período. Las reformas llevaron al motín policial de la ciudad de Nueva York de junio de 1857. Hubo caos durante la Guerra de Secesión, con disturbios importantes en los Draft Riots. La Edad Dorada trajo prosperidad para las clases altas de la ciudad en medio del mayor crecimiento de una clase trabajadora inmigrante pobre, así como una consolidación cada vez mayor, tanto económica como municipal, de lo que se convertiría en los cinco distritos en 1898.
Los barcos de vapor transoceánicos y los ferrocarriles a vapor, desarrollados en décadas anteriores, crecieron hasta hacerse cargo de la mayor parte del transporte de larga distancia, trayendo una corriente cada vez mayor de inmigración e industrialización.

## Antes de la Guerra Civil

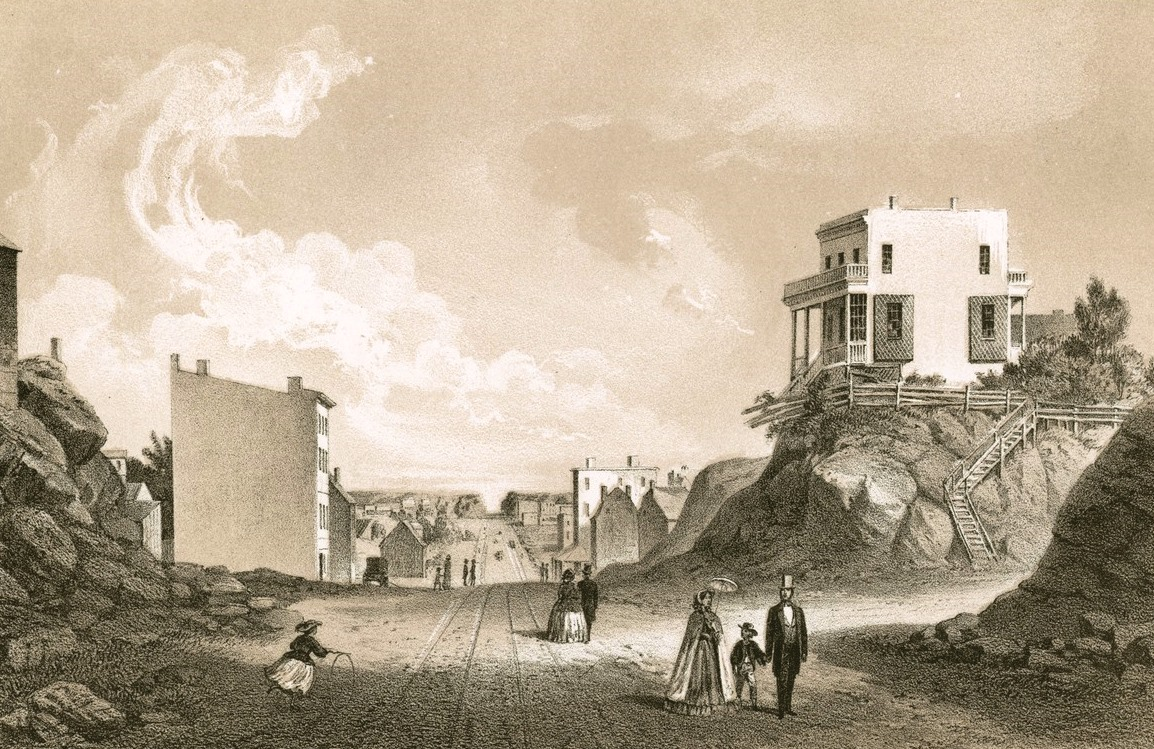
La Segunda Avenida mirando al norte desde la calle 42 en 1861

### Policía, pandillas y violencia
El nuevo Partido Republicano a fines de la década de 1850 intentó reducir el poder del alcalde Fernando Wood y otros demócratas pro-sur al abolir el Departamento de Policía Municipal de la Ciudad de Nueva York a favor de un Distrito de Policía Metropolitana. La resistencia resultó en el motín policial de la ciudad de Nueva York de 1857. Mientras la policía estaba ocupada con su enemistad, el disturbio Dead Rabbits entre dos pandillas en Five Points ocurrió en julio, duró dos días y fue detenido solo por la intervención de la milicia estatal. Fue el peor motín en la ciudad de Nueva York hasta ese momento. El historiador Tyler Anbinder dice que el nombre "Dead Rabbit" "capturó tanto la imaginación de los neoyorquinos que la prensa continuó usándolo a pesar de la abundante evidencia de que no existía tal club o pandilla". Andbinder señala que, "durante más de una década, 'Dead Rabbit' se convirtió en la frase estándar con la que los residentes de la ciudad describían a cualquier individuo o grupo escandalosamente desenfrenado".
El acoso sexual de las mujeres aumentó porque las mujeres eran más visibles fuera del hogar, ya que muchas trabajaban en fábricas y tiendas.

### Guerra de cuarentena de Staten Island
Desde 1800 hasta 1858, Staten Island fue la ubicación de la instalación de cuarentena más grande de los Estados Unidos. Residentes enojados incendiaron el recinto del hospital en 1858 en una serie de ataques conocidos como la Guerra de Cuarentena de Staten Island. Aunque no hubo muertos como resultado del ataque, los pirómanos destruyeron completamente el recinto del hospital.

## Central Park

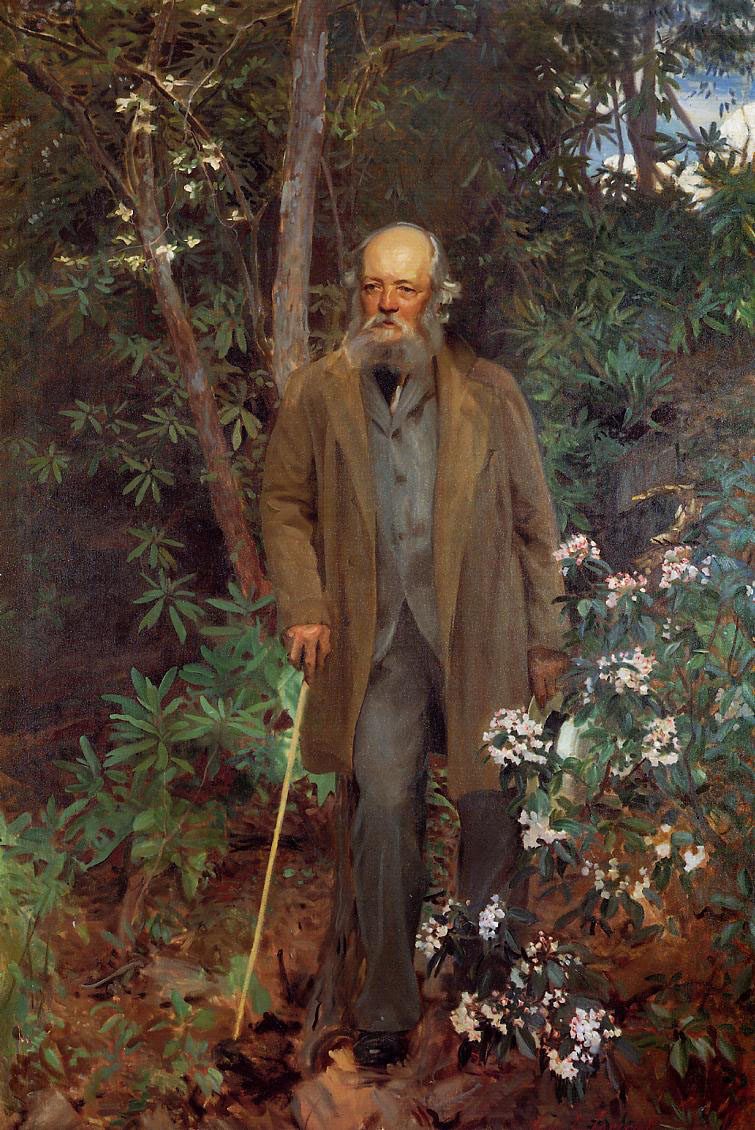
John Singer Sargent, Frederick Law Olmsted, (1822-1903) (1895)

A medida que la población creció explosivamente en el Bajo Manhattan después de 1820, los residentes de clase media se sintieron atraídos por los pocos espacios abiertos existentes, principalmente cementerios, para alejarse de los ruidos, los olores y la vida caótica de la ciudad. El paisajista Asher B. Durand y el escritor William Cullen Bryant, recordando su crianza rural y los grandes parques de Europa, defendieron el valor terapéutico de la naturaleza en la ciudad superpoblada. Junto con el arquitecto Andrew Jackson Downing, imaginaron un gran parque. En 1853, el gobierno estatal proporcionó 5 millones de dólares y poderes de dominio eminente para comprar a los propietarios de las tierras de lo que se convirtió en Central Park. Egbert L. Viele dibujó los planos originales, pero Frederick Law Olmsted y Calvert Vaux hicieron el diseño final del Plan Greensward y recibieron el crédito principal.

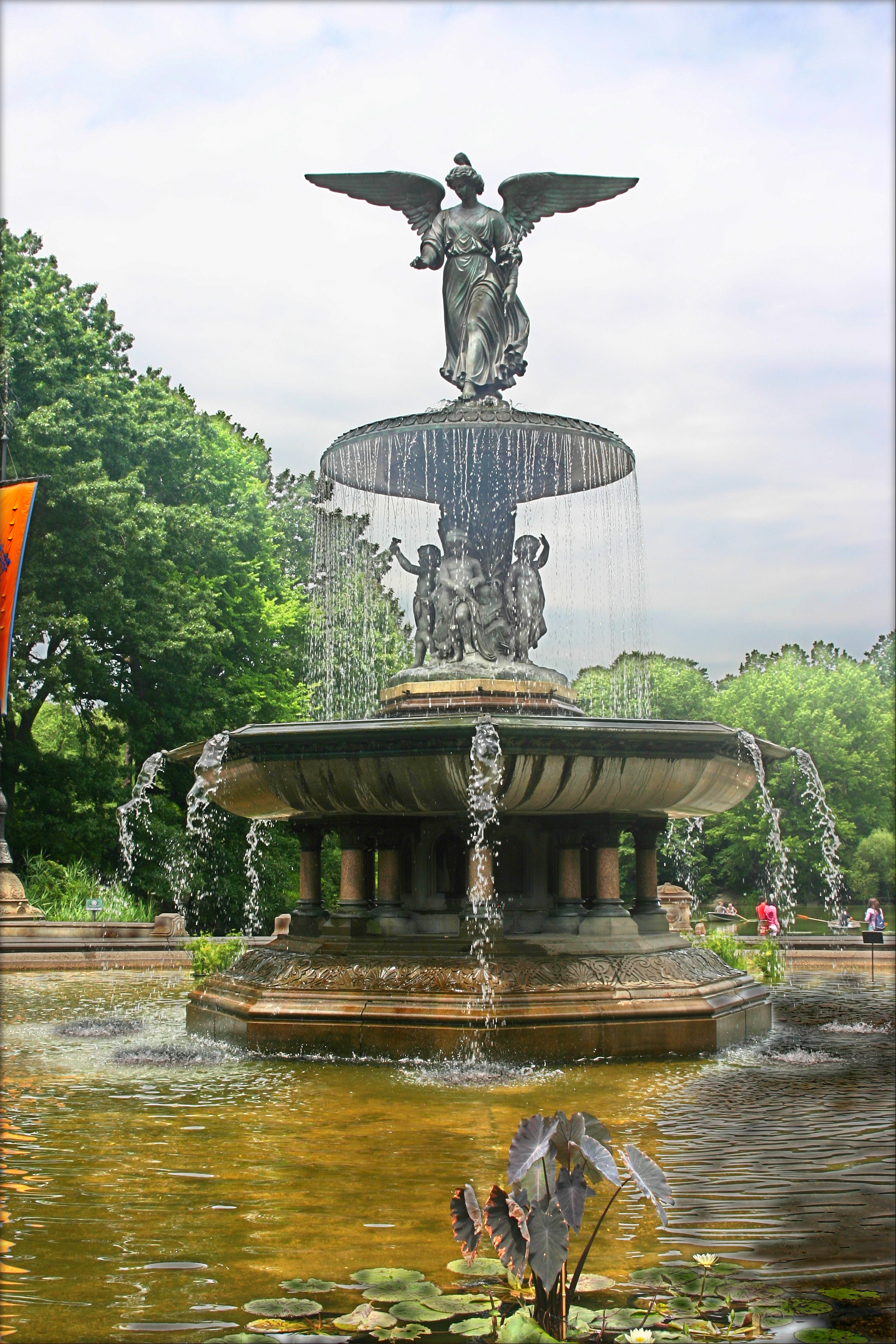
Ángel de las aguas, en la fuente de Bethesda (esculpido en 1873)

Varias influencias estadounidenses se unieron en el diseño. Cementerios rurales ajardinados, como Mount Auburn en Cambridge, y Green-Wood en Brooklyn, proporcionaron ejemplos de paisajes idílicos y naturalistas. Las innovaciones más influyentes en el diseño de Central Park fueron los múltiples planes de circulación para peatones, jinetes y vehículos de recreo. Las rutas de cruce para el tráfico comercial se ocultaron en caminos hundidos protegidos con cinturones de arbustos densamente plantados para mantener un entorno natural. Fue el primer gran parque urbano de la nación; Olmsted enseñó a los estadounidenses una nueva sensibilidad en los entornos de los parques y la planificación urbana como una ciencia aplicada con su diseño de parques radicalmente naturalista.

## Guerra de Secesión

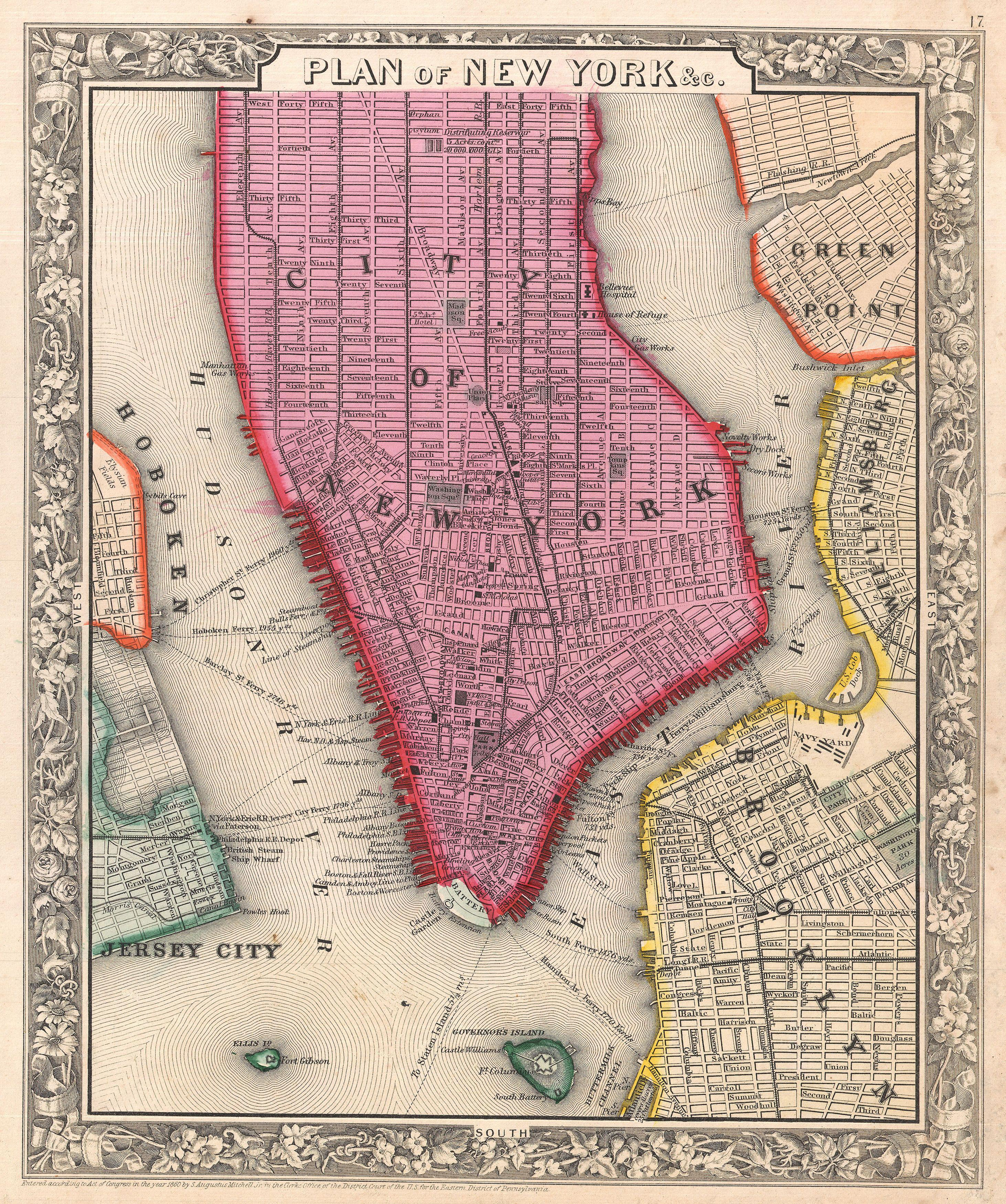
Mapa de 1860 de Nueva York

Antes de la Guerra de Secesión, en 1861, el alcalde Wood propuso la secesión de la ciudad de Nueva York de los Estados Unidos como una ciudad-estado soberana neutral que se llamaría Tri-Insula como una forma de evitar los estragos de la guerra. A pesar de las fuertes simpatías locales de Copperhead, la propuesta no fue bien recibida.
La ciudad proporcionó una fuente importante de tropas, suministros, equipos y financiamiento para el Ejército de la Unión. Poderosos políticos y editores de periódicos de Nueva York ayudaron a moldear la opinión pública hacia el esfuerzo bélico y las políticas del presidente Abraham Lincoln. El puerto de Nueva York, un importante punto de entrada para los inmigrantes, sirvió como campo de reclutamiento para el ejército. En julio de 1863, los manifestantes católicos irlandeses del servicio militar obligatorio comenzaron cinco días de disturbios. Los "Draft Riots", los peores en la historia de Estados Unidos, se dirigieron a negros y republicanos adinerados. Fue reprimido por unidades de artillería del Ejército de los Estados Unidos disparando metralla que mató e hirió a cientos de alborotadores. Mientras tanto, la membresía de alto nivel del New York Union League Club reclutó a más de 2000 hombres negros para la 20.ª Infantería de Color de los Estados Unidos para ayudar a llenar las cuotas y hacer una importante contribución a los derechos civiles de los afroamericanos. La ciudad vecina de Brooklyn, en cambio, estaba más a favor de la guerra.
En 1865, el Distrito Metropolitano de Bomberos unió los departamentos de bomberos de Nueva York y Brooklyn, y tuvo más éxito que el anterior Distrito Metropolitano de Policía, y eventualmente se convirtió en el Departamento de Bomberos de la Ciudad de Nueva York.

## Turismo y entretenimiento
Nueva York se convirtió cada vez más en la capital nacional para el turismo y el entretenimiento. Se construyeron grandes hoteles para los visitantes de lujo El distrito de los teatros de Nueva York se movió gradualmente hacia el norte durante este medio siglo, desde el Bowery hasta Broadway a través de Union Square y Madison Square, estableciéndose alrededor de Times Square a fines del siglo XIX. Edwin Booth y Lillian Russell estaban entre las estrellas de Broadway. Las prostitutas servían a una amplia variedad de clientes, desde marineros con licencia hasta playboys.
Los primeros clubes nocturnos aparecieron en las décadas de 1840 y 1850, incluidos McGlory's y Haymarket. Disfrutaron de una reputación nacional por la música en vivo, la danza y los actos de vodevil. Toleraban el licor sin licencia, el sexo comercial y las cartas de juego. Prácticamente todos los juegos de azar eran ilegales en la ciudad (excepto las pistas de carreras de caballos de lujo), y era necesario pagar pagos regulares a los líderes políticos y policiales. Los precios eran altos y eran patrocinados por una audiencia de alto nivel. Timothy Gilfoyle lo llama "los primeros clubes nocturnos".
Por el contrario, Owney Geoghegan dirigía el club nocturno más duro de Nueva York entre 1880 y 1883. Atendía a una clientela de bajo nivel y, además de los habituales licores ilegales, juegos de azar y prostitución, presentaba casi peleas a puñetazos y tiroteos, apuñalamientos y redadas policiales ocasionales. Webster Hall se acredita como el primer club nocturno moderno. Se inauguró en 1886 como un "salón social", que originalmente funcionaba como un hogar para eventos de baile y activismo político.

## Gilded Age

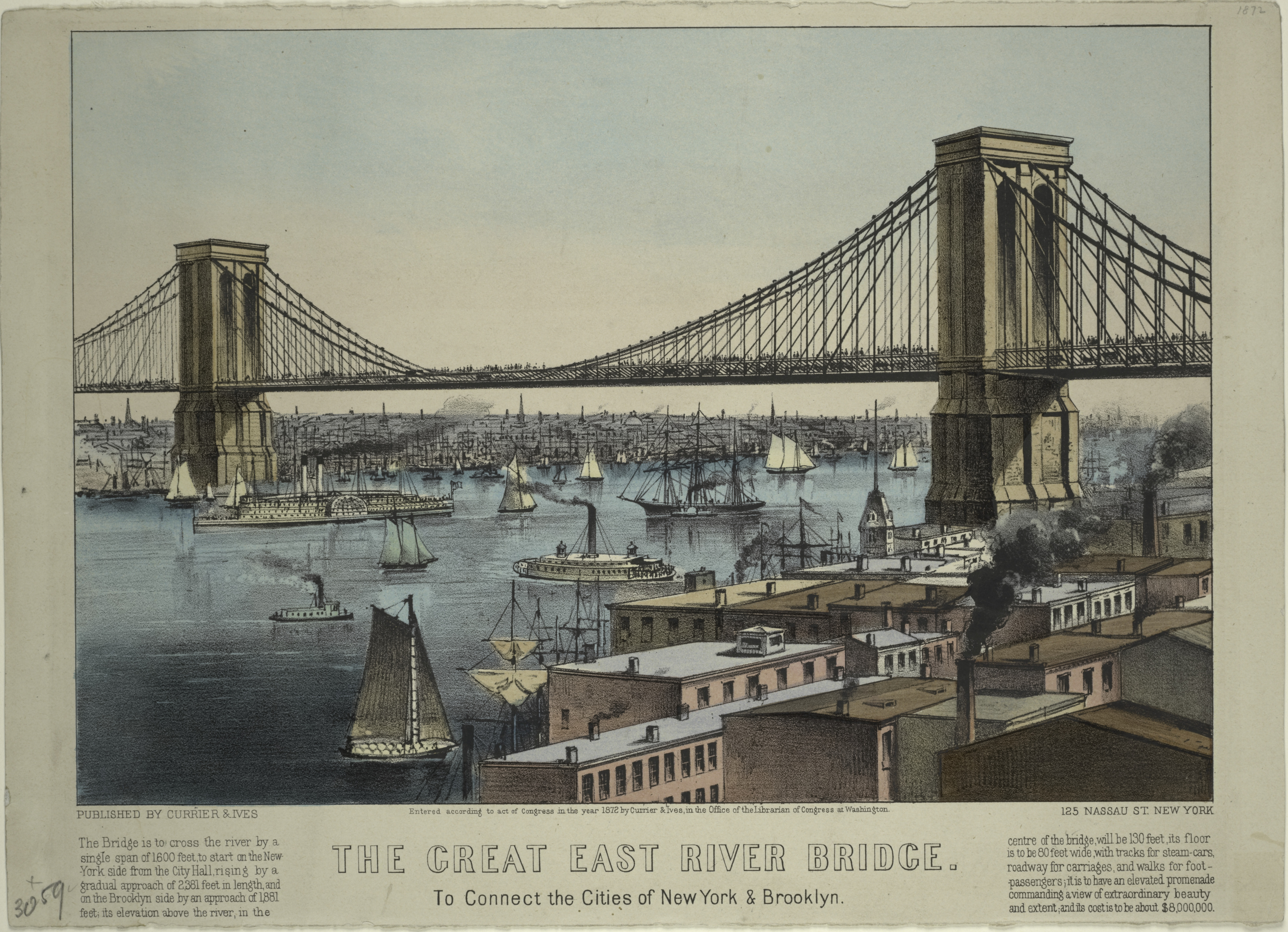
The Great East River Bridge To connect the cities of New York and Brooklyn, Currier & Ives, 1872

El mapa de Taylor de Nueva York, 1879

El período de la posguerra se conoció como Gilded Age. Se destacó por la corrupción y el soborno por los que Tammany Hall se ha vuelto proverbial, pero igualmente por la acumulación de enormes riquezas y de una gran prosperidad entre las élites. A su vez, esta época vio fundación de instituciones culturales preeminentes de Nueva York, el Museo Metropolitano de Arte, la Ópera Metropolitana y el Museo Americano de Ciencias Naturales historia El Museo de Brooklyn era una institución importante de la ciudad hermana independiente de Nueva York.
Los periódicos de Nueva York se leían en todo el país, en particular, el New York Tribune, editado por Horace Greeley, la voz del nuevo Partido Republicano.

## Inmigración
La avalancha de inmigrantes de Europa pasó primero por Castle Clinton (inaugurado en 1855) y luego a través de la Isla Ellis (inaugurado en 1892) en el puerto de Nueva York, con la cercana Estatua de la Libertad inaugurada en 1886. La mayoría de los recién llegados se dirigieron a destinos en el norte y el oeste, pero muchos hicieron de la ciudad de Nueva York su destino.
La inmigración europea trajo más agitación social, y las sociedades criminales del Viejo Mundo explotaron rápidamente la ya corrupta política de la maquinaria municipal de Tammany Hall. Las viviendas, especialmente en el extremo sur de Manhattan, se llenaron de viviendas recién construidas y chozas endebles en la parte trasera. Los italianos se asentaron alrededor de Mulberry Street entre East Village y Lower Manhattan, en un área que más tarde se conocería como "Little Italy". Muchos judíos de Europa del Este que hablaban yiddish llegaron al Lower East Side.
En los disturbios de Orange de julio de 1871 y 1872, los irlandeses católicos intentaron evitar que los irlandeses protestantes celebraran el aniversario de la Batalla del Boyne. Estos resultaron en más de 33 muertos y muchos heridos. El fotoperiodista pionero Jacob Riis documentó las malas condiciones de los inmigrantes que viven en viviendas en su obra de 1890 How the Other Half Lives; se hizo amigo del reformador republicano Theodore Roosevelt. Roosevelt perdió en su candidatura a la alcaldía en 1886. Los reformadores ganaron en 1894 y Roosevelt emprendió una importante reforma del Departamento de Policía entre 1895 y 1897 durante su mandato como presidente de los comisionados de policía.

### Salud pública
Las epidemias (tifus, cólera, difteria y tuberculosis) proliferaban en los barrios marginales de la ciudad. El estiércol de caballo cubría las calles. En invierno, cuando toda la mugre se congelaba, caminar por las aceras era un desafío. Los cerdos muertos y otros cadáveres permanecían en lugares públicos durante semanas. En 1894, el coronel George E. Waring Jr. introdujo reformas sanitarias utilizando una gran fuerza de limpieza de calles.

## Política

### Tammany Hall
William Tweed, más conocido como Boss Tweed, se había convertido en el único líder de Tammany Hall en 1867. Desde abril de 1870, con la aprobación de una carta de la ciudad que consolidaba el poder en manos de sus aliados políticos, Tweed y sus compinches pudieron defraudar a la ciudad en unas decenas de millones de dólares durante los siguientes dos años y ocho meses, el más famoso con el proyecto de ley de construcción de un lujoso palacio de justicia. Los esfuerzos de los políticos demócratas orientados a la reforma, especialmente Samuel J. Tilden, así como los editores de periódicos agresivos ayudados por las caricaturas mordaces de Thomas Nast, ayudaron a elegir candidatos de la oposición en 1871. Tweed fue condenado por falsificación y hurto en 1873. La caída de Tweed puso fin a la inmunidad de los líderes políticos locales corruptos y fue un precursor de las reformas de la Era Progresista en la ciudad.

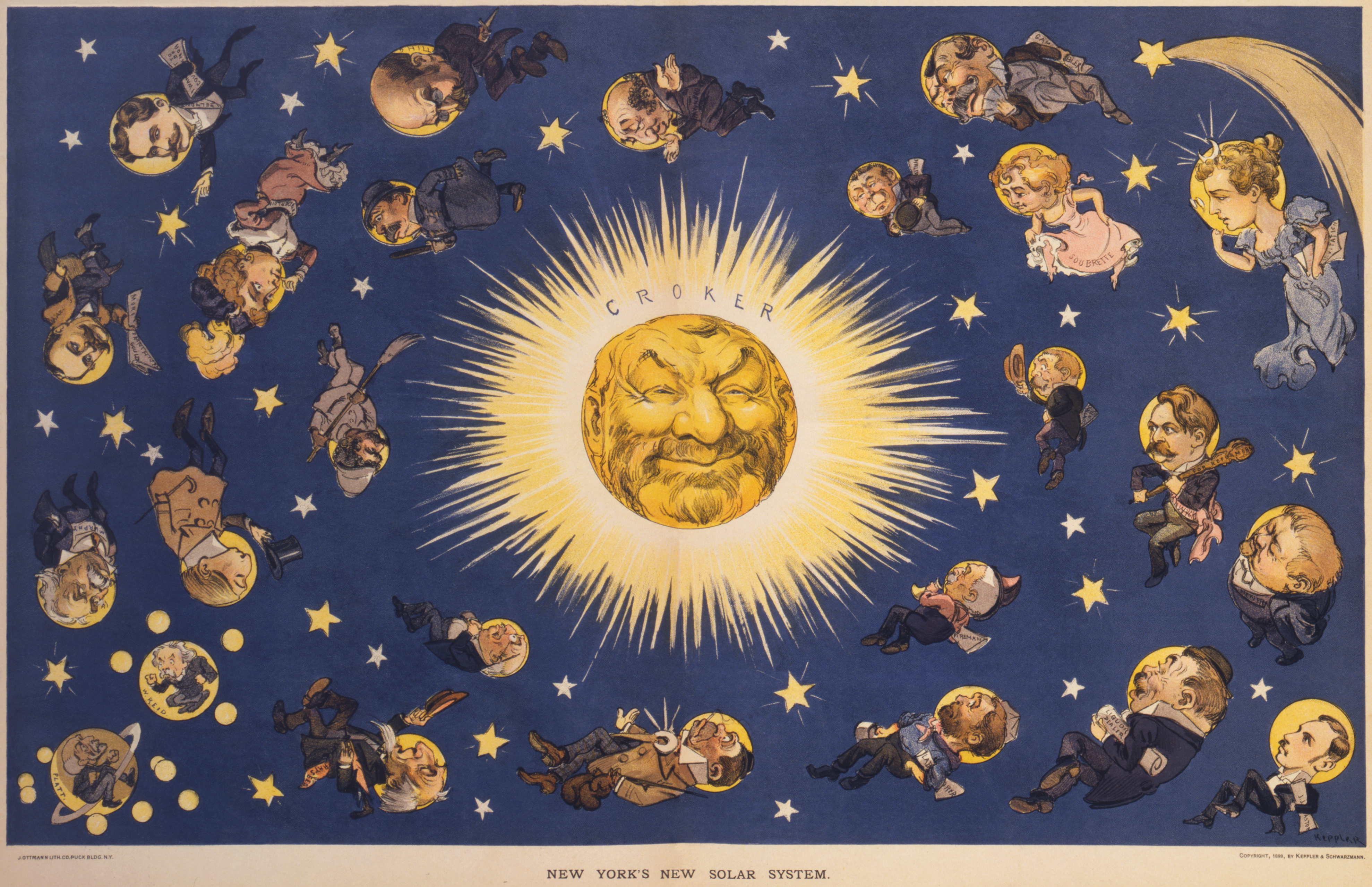
En esta caricatura de Udo Keppler de 1899 de Puck, toda la política de la ciudad de Nueva York gira en torno al jefe Richard Croker.

Tammany no tardó en recuperarse de la caída de Tweed. Las reformas exigieron una limpieza general de la casa y el ex alguacil del condado "Honest John" Kelly fue seleccionado como nuevo líder. Kelly no estuvo implicada en los escándalos de Tweed y era una católica religiosa relacionada por matrimonio con el arzobispo John McCloskey. Eliminó a Tammany de la gente de Tweed y reforzó el control de Grand Sachem sobre la jerarquía. Su éxito en la revitalización de la maquinaria fue tal que en las elecciones de 1874, el candidato de Tammany, William H. Wickham, derrocó al impopular reformista William F. Havemeyer, y los demócratas en general ganaron sus carreras, devolviendo el control de la ciudad a Tammany. Sala.
Theodore Roosevelt, antes de convertirse en presidente en 1901, estuvo profundamente involucrado en la política de la ciudad de Nueva York. Él explica cómo funcionaba la máquina:
La organización de un partido en nuestra ciudad es muy parecida a la de un ejército. Hay un gran jefe central, asistido por algunos lugartenientes confiables y capaces; estos se comunican con los diferentes jefes de distrito, a quienes alternativamente intimidan y ayudan. El jefe de distrito, a su vez, tiene un número de medio subordinados, medio aliados, debajo de él; estos últimos eligen a los capitanes de los distritos electorales, etc., y entran en contacto con los curanderos comunes.

### Reformadores
Las sensibilidades morales de la clase media se oponían profundamente a la prostitución y todas las formas de juego. El movimiento de reforma fue más fuerte en la década de 1890. La reforma fue dirigida por hombres como el reverendo Charles H. Parkhurst, el principal pastor presbiteriano y presidente de la Sociedad de Nueva York para la Prevención del Crimen; El alcalde reformador William L. Strong, y su comisionado de policía Theodore Roosevelt. Los reformadores aprobaron leyes en la legislatura estatal contra cualquier lugar de juego emergente. Tales leyes se hicieron cumplir en la mayoría de los pueblos pequeños y áreas rurales, pero no en las ciudades más grandes de Nueva York, donde las máquinas políticas controlaban a la policía y los tribunales.

## Economía

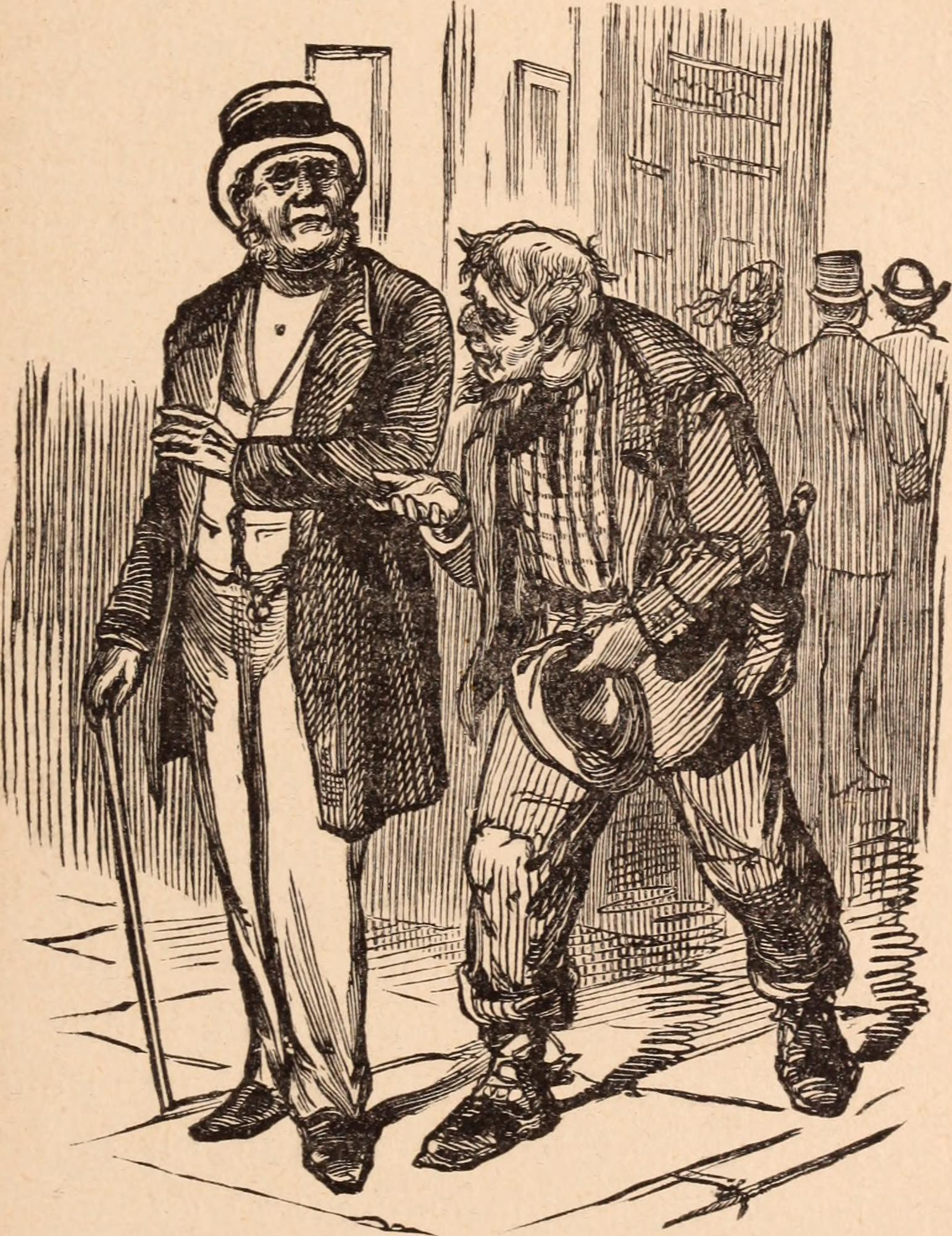
Mendigo callejero, 1888

En 1874, casi el 61 % de todas las exportaciones estadounidenses pasaban por el puerto de Nueva York. En 1884, casi el 70 % de las importaciones estadounidenses procedían de Nueva York. El eventual aumento de los puertos en el Golfo de México y en la costa del Pacífico redujo la participación de Nueva York en las importaciones y exportaciones a alrededor del 47% en 1910. Los recursos bancarios de la ciudad crecieron un 250% entre 1888 y 1908, frente al incremento nacional del 26%. Entre 1860 y 1907, el valor tasado de los terrenos y edificios en Manhattan aumentó de 1700 millones a 6700 millones de dólares.
La ciudad y sus suburbios, principalmente Brooklyn y Long Island City, también adquirieron importancia en la industria ligera. Sus fábricas dominaban la industria de la confección y algunas industrias de alta tecnología de la segunda revolución industrial como las máquinas de coser y los pianos. Era un centro importante para otros artículos de alta tecnología, como productos de caucho duro y artículos eléctricos. Surgieron obras químicas y de petróleo a lo largo de Newtown Creek, Bayonne, Nueva Jersey y otros suburbios industriales.

### Grandes almacenes
En las principales ciudades modernas, los grandes almacenes hicieron una aparición espectacular a mediados del siglo XIX y reformaron de forma permanente los hábitos de compra y la definición de servicio y lujo. Desarrollos similares estaban en marcha en París y Londres. Nueva York se convirtió en un destino regional y nacional para los compradores de lujo, gracias al desarrollo de los modernos grandes almacenes. Londres y París estaban desarrollando grandes almacenes al mismo tiempo, y los líderes adoptaron rápidamente las innovaciones. En 1846, Alexander Turney Stewart estableció su Marble Palace en Broadway, entre las calles Chambers y Reade. Ofreció mercancías al por menor de lujo a precios fijos. Aunque estaba revestido de mármol blanco para que pareciera un palacio renacentista, la construcción de hierro fundido del edificio tenía grandes ventanales de vidrio que permitían exhibiciones importantes de temporada, especialmente en la temporada de compras navideñas. Cada vez más, la clientela eran mujeres de familias ricas o de clase media alta.

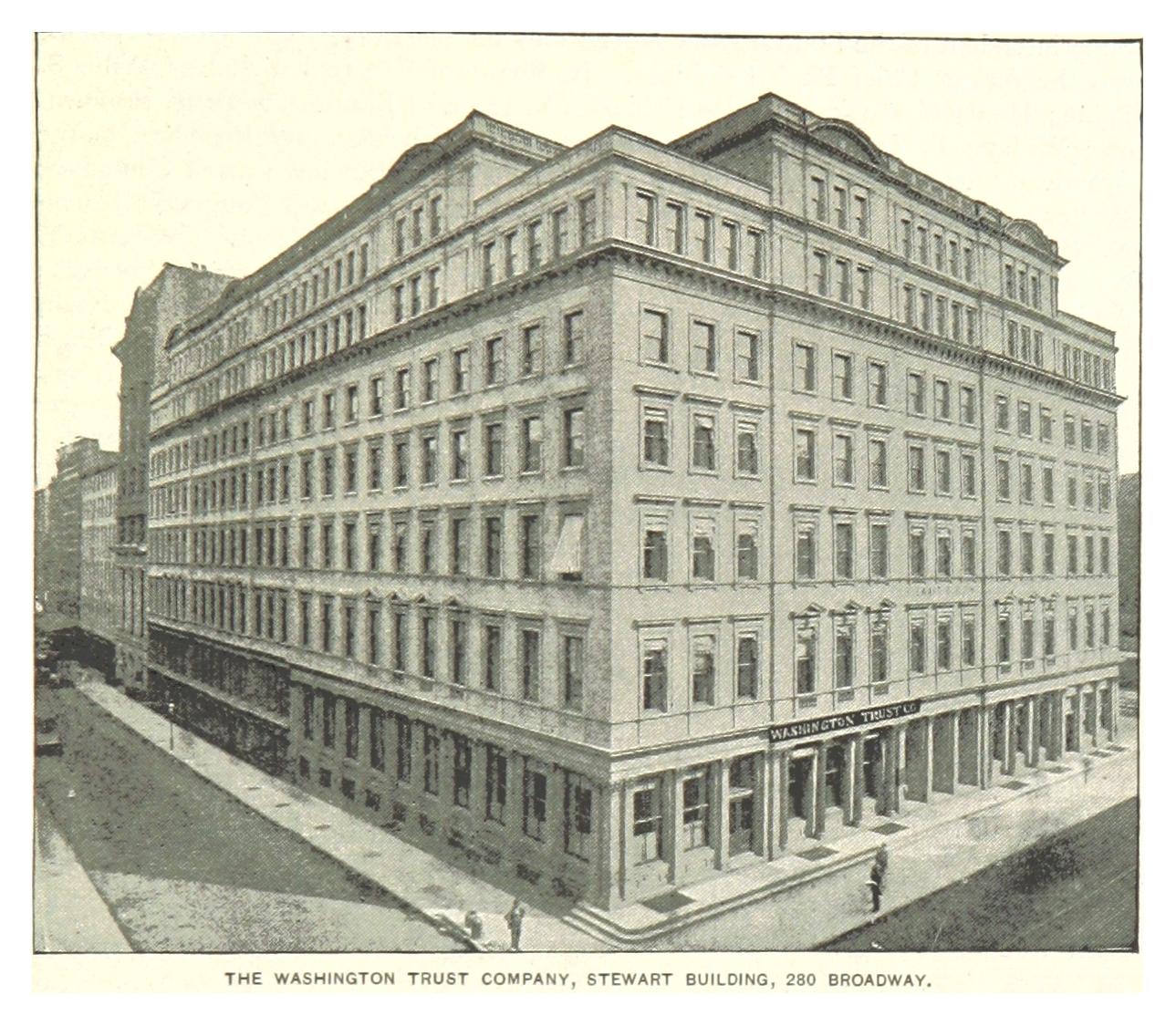
El Marble Palace en Broadway, entre las calles Chambers y Reade

En 1862, Stewart construyó una nueva tienda en una cuadra completa de la ciudad con ocho pisos y diecinueve departamentos de prendas de vestir y materiales para muebles, alfombras, vidrio y porcelana, juguetes y equipo deportivo, distribuidos alrededor de un patio central cubierto de vidrio. Sus innovaciones incluyeron comprar a los fabricantes en efectivo y en grandes cantidades, mantener su margen de beneficio pequeño y los precios bajos, la presentación veraz de la mercancía, la política de precio único (para que no haya regateo), devoluciones de mercancía simples y política de reembolso en efectivo, venta en efectivo y no crédito, compradores que buscaron a nivel mundial mercancía de calidad, departamentalización, integración vertical y horizontal, ventas por volumen, y servicios gratuitos para clientes como salas de espera y entrega gratuita de compras. Sus innovaciones fueron rápidamente copiadas por otros grandes almacenes.
En 1858, Rowland Hussey Macy fundó Macy's como una tienda de productos secos. Benjamin Altman y Lord & Taylor pronto compitieron con Stewart como los primeros grandes almacenes de Nueva York.
En la década de 1880, el centro comercial de Nueva York se había mudado a la parte alta, formando un tramo de tiendas minoristas desde "Marble Palace" que se llamaba "Ladies 'Milla". En 1894, las principales tiendas competían en la temporada navideña con elaborados escaparates navideños; en 1895, Macy's presentó 13 cuadros, incluidas escenas de Jack y las habichuelas mágicas, Los viajes de Gulliver y otros favoritos de los niños.
Los grandes almacenes eran especialmente importantes para las mujeres; en las familias de clase media, las mujeres tomaban el control de las compras y los grandes almacenes atendía a sus gustos. Además, las mujeres jóvenes ambiciosas de la clase media que querían una carrera fueron bienvenidas en las filas administrativas, donde desarrollaron habilidades sociales para trabajar con sus clientes de alto nivel.

## Rascacielos y edificios de apartamentos
Los nuevos inventos facilitaron el surgimiento de los rascacielos en la década de 1880: era un estilo estadounidense característico que no se copió ampliamente en todo el mundo hasta finales del siglo XX. La construcción requirió varias innovaciones importantes, incluido el ascensor y el acero estructural. El esqueleto de acero, desarrollado en la década de 1880, reemplazó los pesados muros de ladrillo que estaban limitados a 15 o más pisos de altura. El rascacielos también requería una estructura interna compleja para resolver problemas de ventilación, calefacción por vapor, iluminación de gas (y luego electricidad) y plomería.

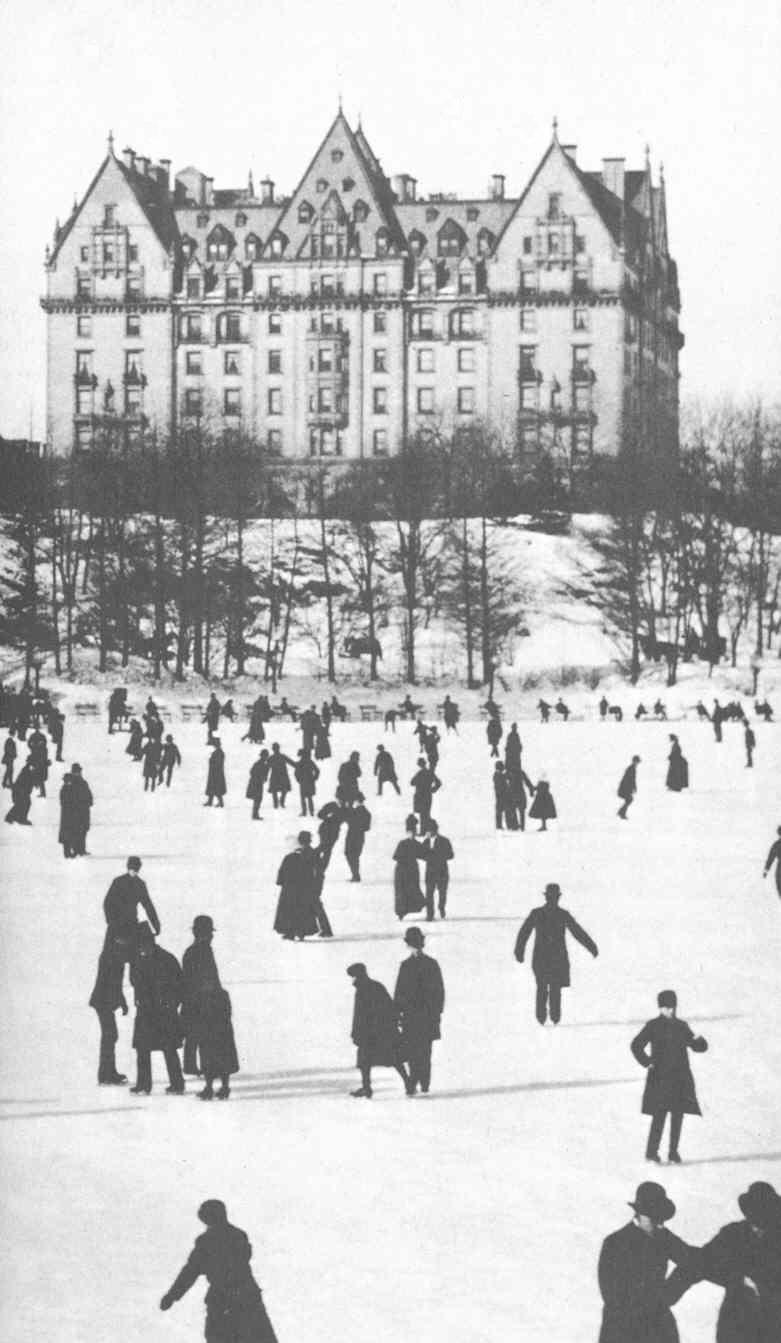
The Dakota visto desde el Central Park en 1890

La vivienda de la ciudad involucró una amplia variedad de estilos, pero la mayor parte de la atención se centró en la casa de vecindad para la clase trabajadora y el edificio de apartamentos para la clase media. El edificio de apartamentos fue lo primero, cuando los profesionales de clase media, los hombres de negocios y los trabajadores administrativos se dieron cuenta de que no necesitaban y apenas podían pagar viviendas unifamiliares en los distritos inmobiliarios de alto costo de la ciudad. Las pensiones no eran apropiadas para la familia; las suites de hotel eran demasiado caras. En los barrios periféricos había muchos pisos sobre tiendas y comercios, habitualmente ocupados por propietarios de pequeños comercios locales. Los habitantes de apartamentos pagaban alquiler y no eran dueños de sus apartamentos hasta el surgimiento de las cooperativas en el siglo XX. La rotación era muy alta y rara vez había un sentido de comunidad de vecinos.
Comenzando con los lujosos Stuyvesant Apartments que se abrieron en 1869, y el aún más lujoso The Dakota en 1884, los inquilinos adinerados contrataron personal de tiempo completo para manejar el mantenimiento y la seguridad.
Los edificios de apartamentos de clase media menos lujosos proporcionaban iluminación de gas, ascensores, buena plomería, calefacción central y personal de mantenimiento disponible. Los edificios de apartamentos se construyeron a lo largo de los caminos de las vías del tren urbano, ya que los inquilinos de clase media iban en tranvía al trabajo, mientras que la clase trabajadora ahorraba cinco centavos en cada sentido y caminaba.
La clase trabajadora se hacinaba en casas de vecindad, con muchas menos características y comodidades. El novelista Stephen Crane en Maggie: A Girl of the Streets (1893) escribió sobre un barrio de viviendas irlandés caracterizado por la pobreza y la violencia:
Finalmente entraron en una región oscura donde, desde un edificio que se derrumbaba, una docena de horribles portales dejaban montones de bebés en la calle y en las alcantarillas. Un viento de principios de otoño levantó polvo amarillo de los adoquines y lo arremolinó contra cien ventanas. Largas serpentinas de ropa revoloteaban desde las escaleras de incendios. En todos los lugares inaccesibles había baldes, escobas, trapos y botellas. En la calle los infantes jugaban o peleaban con otros infantes o se sentaban estúpidamente en el camino de los vehículos. Mujeres formidables, con el pelo despeinado y el vestido desordenado, chismorreaban apoyadas en las barandillas, o gritaban en frenéticas riñas. Personas marchitas, en curiosas posturas de sumisión a algo, fumaban en pipa en rincones oscuros. Mil olores de comida cocinada salieron a la calle. El edificio se estremeció y crujió por el peso de la humanidad pateando sus entrañas.
Las viviendas eran baratas y fáciles de construir, y ocupaban casi todo el lote. Por lo general, había viviendas sin ascensor de cinco pisos, con cuatro apartamentos separados en cada piso. La circulación de aire y la luz solar eran mínimas. Hasta las reformas de 1879, los conventillos de nueva construcción carecían de agua corriente o baños interiores. Una ley de 1901 requería que la plomería interior se adaptara a las viviendas más antiguas. La recolección de basura fue errática hasta finales del siglo XIX. El alquiler era barato para quienes podían soportar el polvo, el desorden, los olores y los ruidos; las únicas alternativas más baratas eran sótanos miserables en edificios más antiguos. La mayoría de las viviendas sobrevivieron hasta el movimiento de renovación urbana de la década de 1950.

## Barrios
Los transbordadores de vapor de antes de la guerra ya habían convertido a Brooklyn Heights en una comunidad dormitorio para profesionales adinerados en Wall Street y otras áreas urbanas. Los ferrocarriles elevados, operados por Manhattan Railway Company, y otros nuevos transportes públicos ampliaron el área de cercanías de Nueva York, lo que permitió el desarrollo de suburbios para viajeros de medios más modestos en Upper West Side y otras áreas distantes. Se hicieron planes para subterráneos a suburbios aún más remotos, como Harlem y West Bronx.
A fines del siglo XIX, el lecho rocoso de esquisto de la isla alentó los primeros rascacielos cuyos sucesores caracterizan su horizonte actual. La Gran Ventisca de 1888 expuso la vulnerabilidad de la infraestructura urbana que conecta esos edificios, lo que alentó la instalación subterránea de líneas eléctricas y telefónicas, y se hicieron planes para una línea de metro.

## Consolidación

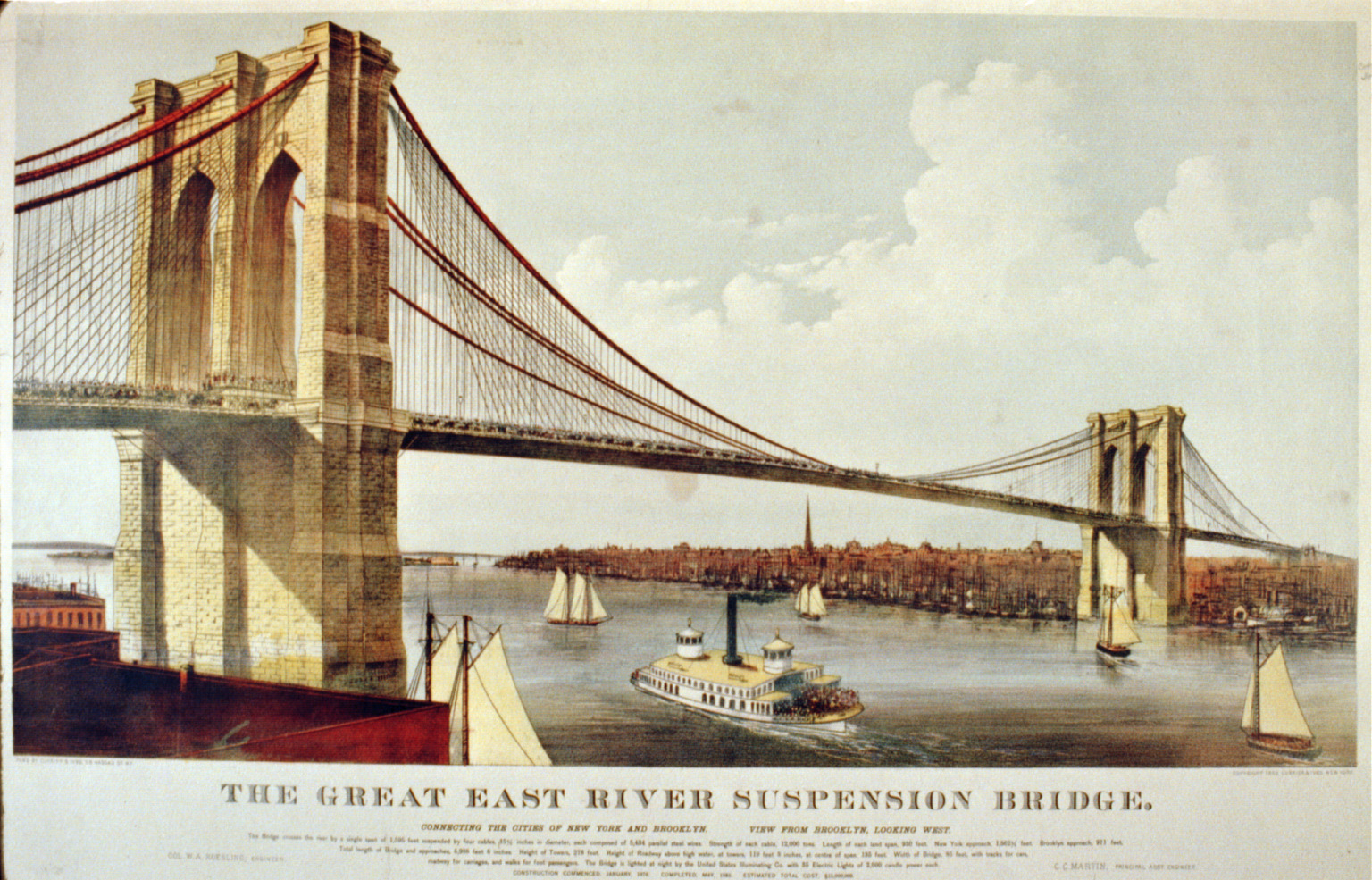
Impresión de 1877 del puente de Brooklyn aún en construcción

En 1855, Brooklyn anexó Williamsburg y Bushwick, formando la tercera ciudad más poblada de Estados Unidos. En 1870, Long Island City se formó en Queens. En 1874, la ciudad de Nueva York anexó el West Bronx, al oeste del río Bronx. El Puente de Brooklyn, terminado en 1883, personificó la confianza heroica de una generación y unió inexorablemente a las dos ciudades de Brooklyn y Nueva York. A medida que Brooklyn anexó el resto del condado de Kings en la década de 1886 a 1896, la cuestión de la consolidación se volvió más apremiante.
La ciudad moderna del Gran Nueva York — los cinco distritos — se creó en 1898, con la consolidación de las ciudades de Nueva York (entonces Manhattan y el Bronx) y Brooklyn con las áreas mayoritariamente rurales de Queens y Staten Island.

### Textos del siglo XIX
- Burns, Ric y James Sanders. New York: An Illustrated History (2003), versión en libro a gran escala del documental Burns PBS, New York: A Documentary Film, un documental de ocho partes y 17½ horas dirigido por Ric Burns para PBS. Se emitió originalmente en 1999 con episodios adicionales emitidos en 2001 y 2003.
- Chernow, Ron. The house of Morgan: an American banking dynasty and the rise of modern finance (2001)
- Chernow, Ron. Titan: The Life of John D. Rockefeller, Sr.(2007)
- Christin, Pierre,  and Olivier Balez. Robert Moses: The Master Builder of New York City (2014)
- Federal Writers' Project (1939). New York City Guide. American Guide Series. New York: Random House. + Index
- Gabaccia, Donna R. From Sicily to Elizabeth Street: Housing and Social Change Among Italian Immigrants, 1880–1930 (1984) en un barrio de viviendas en el Lower East Side
- Geisst, Charles R. Wall Street: A History (2nd ed. 2012). comprehensive history
- Goldstein, Richard. Helluva Town: The Story of New York City During World War II (2010) Online review
- Golway, Terry. Machine Made: Tammany Hall and the Creation of Modern American Politics (2014)
- Gonzalez, Evelyn. The Bronx (Columbia University Press, 2004) online edition
- Gurock, Jeffrey S. "Writing New York's Twentieth Century Jewish History: A Five Borough Journey," History Compass (2013) 11#3 pp 215–226.
- Homberger, Eric. The historical atlas of New York City: A visual celebration of 400 years of New York City's history (Macmillan, 2005), pp 114–145.
- Howe, Irving. World of Our Fathers: The Journey of the Eastern European Jews to America (1975), Cobertura muy amplia de la historia social, cultural y política.
- Jackson, Kenneth and Sam Roberts, eds. The Almanac of New York City (2008)
- Jackson, Kenneth T. and Hillary Ballon, eds. Robert Moses and the Modern City: The Transformation of New York (W. W. Norton, 2007)
- Jackson, Kenneth T. "The capital of capitalism: The New York metropolitan region, 1890–1940." in Anthony Sutcliffe, editor, Metropolis 1890–1940 (1984): 319–353.
- Jeffers, H. Paul. (2002). The Napoleon of New York: Mayor Fiorello La Guardia. New York: John Wiley & Sons. ISBN 0-471-02465-1. online edition Archivado el 31 de enero de 2009 en Wayback Machine..
- Kessner, Thomas. Fiorello H. LaGuardia and the Making of Modern New York (1989) the most detailed standard scholarly biography
- Lankevich, George J. American Metropolis: A History of New York City (New York University Press, 1998) pp 138–80; reprinted as New York City: A Short History (NYU Press, 2002),
- Lubove, Roy. The progressives and the slums: Tenement house reform in New York City, 1890–1917 (1963).
- Nasaw, David. The Chief: The Life of William Randolph Hearst (2000)
- Nevins, Allan, and John Allen Krout, eds. The Greater City: New York, 1898–1948 (Columbia University Press, 1948); ensayos populares de académicos sobre los cambios y continuidades en la ciudad
- Revell, Keith D. Building Gotham: Civic Culture and Public Policy in New York City, 1898–1938 (Johns Hopkins University Press, 2003). 327pp
- Rischin, Moses. The Promised City: New York's Jews, 1870–1914 (2nd ed. 1977)
- Slayton, Robert A. Empire Statesman: The Rise and Redemption of Al Smith, (2001), 480pp, the standard scholarly biography;
- Varga, Joseph J.  Hell's Kitchen and the Battle for Urban Space: Class Struggle and Progressive Reform in New York City, 1894–1914 (2013)review in JSTOR
- Wallace, Mike. Greater Gotham: A History of New York City from 1898 to 1919 (2017)
- Ward, David, and Olivier Zunz, eds. Landscape of Modernity: Essays on New York City, 1900–1940 (1992), 14 ensayos de académicos sobre planificación y barrios.
- Williams, Mason B. City of Ambition: FDR, La Guardia, and the Making of Modern New York (2013).
- Wilson, Ross J. New York and the First World War: Shaping an American City (2014).